# Á
Á, á er et bogstav på tjekkisk, færøsk, ungarsk, islandsk, irsk, samisk og slovakisk. Forekommer også på gælisk, portugisisk, spansk, vietnamesisk og walisisk.

## Kinesisk
På kinesisk pīnyīn bruges á til at forme en stigende tone af lyden a. På kinesisk kaldet bogstavet yángpíng (阳平), der netop betyder stigende tone.

## Irsk
På irsk kaldes á "a fada" (langt a), udtales [ɑː]. Det forekommer blandt andet i det irske ord slán (farvel).

## Slovakisk, tjekkisk og ungarsk
Á er det andet bogstav på tjekkisk, ungarsk og slovakisk and udtales [a:].

## Færøsk
Á er det andet bogstav på færøsk og udtales [ɔ] eller [ɔa:].

## Islandsk
Á er det andet bogstav på islandsk og udtales [au̯].

## Portugisisk
På portugisisk er á brugt til at lægge et tryk på vokalen a. Det bruges ved uforudsigelige tryk på stavelser som eksempelvis "lá" og "rápido". Hvor forudsigelige tryk på stavelser forekommer, bruges Á ikke. Á udtales [a].

## Skotsk gælisk
Á er ikke særlig meget i brug mere, og er efterhånden blevet erstattet af à. Det kan ses i nogle tekster, men forekommer ikke i nutidig skrivning.

## Spansk
På spansk er á næsten det samme som almindeligt "a". Både á og a lyder som [a]. Den bruges ofte for at indikere et tryk på vokalen eller ved en diftong.

## Vietnamesisk
På vietnamesisk kaldes á for "sắc" og betyder "stigende tone".

## Walisisk
På walisisk er der ofte tryk på næstsidste stavelse, men én måde at indikere et tryk på sidste stavelse er ved at bruge á. Den ses blandt andet i ordene casáu (at hade), caniatáu (at tillade) og carafán (karavane).